# Хлодерих
Хлодерих Бащаубиеца (на немски: Chloderich der Vatermörder; Chlodoric, Chloderic; † 508) е крал на рипуарските франки в Кьолн (507 – 508).

## Биография
Той е син на крал Сигиберт Куция.
Хлодерих се бие през късното лято на 507 г. като съюзник на краля на салическите франки Хлодвиг I в битката при Вуйе при Поатие против вестготите с Аларих II, която завършва победоносно за франките. След битката Хлодвиг I накарва Хлодерих да убие баща си, за да стане крал на рипуарските франки в Кьолн. Хлодерих наистина убива баща си и за кратко го наследява на трона в Кьолн. Малко по-късно Хлодвиг I изпраща човек да го убие. След това Хлодвиг I пристига в Кьолн и е издигнат чрез акламация (на латински: acclamatio) от рипуарските франки за крал.

## Фамилия
Хлодерих е бил женен за жена от род Агилолфинги и вероятно е баща на:
- Мундерих (* 500; † 532/533), който изявява претенции за кралската титла през 532 г., но Теодорих I го отстранява и потушава въстанието му.
- Света Дода (* пр. 509), игуменка на Saint Pierre в Реймс, втората съпруга от ок. 531 г. на Фереол от Родез, сенатор в Нарбона, и е майка на Агиулф (епископ на Мец).